# 科爾納羅別墅
科爾納羅別墅是義大利的一座帕拉第奧式別墅，位於威尼斯西北約30公里處的皮翁比諾代塞。這座建築由義大利文藝復興建築家安德烈亚·帕拉弟奥於1552年設計，並在他於1570年編寫的著作《建築四書》中有繪圖和記載。科爾納羅別墅為1996年通過的世界遗产「維琴察城和威尼托的帕拉第奧式別墅」的一部分。

## 建築
科爾納羅別墅主要修建於1553年至1554年。在帕拉第奧去世之後的1590年代，科爾納羅家族的喬治·科爾納羅擴建了這座建築。科爾納羅別墅是這一時期文藝復興式別墅的代表作之一。北側立面有一個中央門廊作為靈活的生活空間，不受太陽直射且受威風吹拂，是一創新設計。內部空間則和其它帕拉第奧相同，嚴格對稱。

## 影響
通過帕拉第奧作品《建築四書》中的插圖，科爾納羅別墅在18世紀時成為世界各地別墅建築的樣本。典型例子包括英格蘭特威克納姆的大理石山府（修建於1724年至1729年），以及北美殖民地的德雷頓廳（修建於1738年至1742年，位於南卡羅萊納查爾斯頓）。托马斯·杰斐逊設計的蒙蒂塞洛（修建於1768年至1770年）初期版本是受到科爾納羅別墅影響的初期例子。

## 保護
1969年，理查德·拉什（Richard Rush）從一個義大利政府組織購買了科爾納羅別墅。這一組織致力於保護威尼托的義大利古蹟。理查德和他的妻子朱麗亞（Julia）耗時二十年修復了這座別墅，並添置了古董。1996年開始，科爾納羅別墅被納入「世界遺產維琴察城和威尼托的帕拉第奧式別墅」。
科爾納羅別墅現在由亞特蘭大的卡爾·蓋博（Carl Gable）和莎莉·蓋博（Sally Gable）二人所有。他們在1989年以200萬美元的價格自拉什購得別墅。2017年，蓋博夫妻出售科爾納羅別墅，標價3,500萬英鎊。

## 世界遺產登錄
该世界遗产被认为满足世界遺產登錄基準中的以下基準而予以登錄：
- （i）表现人类创造力的经典之作。
- （ii）在某期间或某种文化圈里对建筑、技术、纪念性艺术、城镇规划、景观设计之发展有巨大影响，促进人类价值的交流。[7]

| 世界遺產編號 | 名稱         | 所在地                | 保護範圍 | 緩衝範圍 |
| ------------ | ------------ | --------------------- | -------- | -------- |
| 712bis-023   | 科爾納羅別墅 | 45°36'14"N 11°59'57"E | 7.44公頃 | 無       |

## 外部連結
- "Palladio and the Veneto" a catalogue of the villas maintained by www.cisapalladio.org. （英語和義大利語）
- Palladio's Italian Villas (Villa Cornaro-Gable) （页面存档备份，存于）
- "The Secrets of Palladio's Villas", Carl I. Gable （页面存档备份，存于）
- Center for Palladian Studies in America, Inc. （页面存档备份，存于）